# IV liga polska w piłce siatkowej mężczyzn (2022/2023)
IV liga polska w piłce siatkowej mężczyzn 2022/2023 – rozgrywki piątej w hierarchii, ostatniej ligi - po PLS (PlusLidze i Tauron 1. Lidze), II lidze i III lidze - klasy męskich ligowych rozgrywek siatkarskich w Polsce. Rywalizacja w niej toczy się systemem ligowym oraz w niektórych województwach później systemem play-off - o awans do III ligi. Za jej prowadzenie odpowiadają Wojewódzkie Związki Piłki Siatkowej. Rozgrywki na tym szczeblu prowadzone są tylko w wybranych województwach. Najlepsza drużyna bądź drużyny każdego z województw awansują do III ligi. Jest to najniższy męski siatkarski poziom ligowy w Polsce.

## Dolnośląski ZPS

### Runda Zasadnicza

#### Grupa A
| L.p | Zespół                  | M | P  | LZ | S     | MP      |
| --- | ----------------------- | - | -- | -- | ----- | ------- |
| 1.  | SPS Brzeg Dolny II      | 6 | 15 | 5  | 15:8  | 572:533 |
| 2.  | VolleyBulls Wrocław II  | 6 | 10 | 3  | 13:10 | 559:567 |
| 3.  | SPS Kąty Wrocławskie II | 6 | 9  | 3  | 11:11 | 520:515 |
| 4.  | Chill Volley Wrocław    | 6 | 2  | 1  | 7:17  | 525:561 |

#### Grupa B
| L.p | Zespół                 | M | P  | LZ | S    | MP      |
| --- | ---------------------- | - | -- | -- | ---- | ------- |
| 1.  | KKS Jelenia Góra II    | 4 | 12 | 4  | 12:0 | 304:233 |
| 2.  | Milanos Karpacz/Kowary | 4 | 5  | 2  | 6:8  | 313:312 |
| 3.  | STS Budzów             | 4 | 1  | 0  | 2:12 | 259:331 |

### Runda finałowa

#### Grupa C
| L.p | Zespół                 | M | P  | LZ | S    | MP      |
| --- | ---------------------- | - | -- | -- | ---- | ------- |
| 1.  | KKS Jelenia Góra II    | 6 | 12 | 4  | 13:8 | 494:445 |
| 2.  | SPS Brzeg Dolny II     | 6 | 12 | 4  | 13:8 | 522:500 |
| 3.  | VolleyBulls Wrocław II | 6 | 6  | 2  | 9:12 | 457:519 |
| 4.  | Milanos Karpacz/Kowary | 6 | 6  | 2  | 6:13 | 433:442 |

     wycofanie się z rozgrywek po zakończonym sezonie

#### Grupa D
| L.p | Zespół                  | M | P  | LZ | S    | MP      |
| --- | ----------------------- | - | -- | -- | ---- | ------- |
| 1.  | SPS Kąty Wrocławskie II | 4 | 12 | 4  | 12:2 | 347:276 |
| 2.  | Chill Volley Wrocław    | 4 | 5  | 2  | 7:9  | 351:358 |
| 3.  | STS Budzów              | 4 | 1  | 0  | 4:12 | 311:375 |

     wycofanie się z rozgrywek po zakończonym sezonie

## Małopolski ZPS

### Etap 1

#### Grupa Jesień Wschód
| Lp. | Zespół              | Mecze | Pkt | Sety + | Sety - | pkt + | pkt - |
| --- | ------------------- | ----- | --- | ------ | ------ | ----- | ----- |
| 1   | GSKS Laskowa II     | 10    | 26  | 28     | 8      | 860   | 640   |
| 2   | VOLLEY Team Gromnik | 10    | 21  | 22     | 10     | 749   | 661   |
| 3   | MKS RYGLICE         | 10    | 20  | 22     | 11     | 763   | 657   |
| 4   | GKPS Gorlice II     | 10    | 17  | 19     | 16     | 768   | 729   |
| 5   | LKS BOBOWA          | 10    | 6   | 7      | 24     | 586   | 712   |
| 6   | Orzeł Ciężkowice    | 10    | 0   | 1      | 30     | 446   | 773   |

     wycofanie się z rozgrywek po zakończonym sezonie

#### Grupa Jesień Zachód
| Lp. | Zespół                | Mecze | Pkt | Sety + | Sety - | pkt + | pkt - |
| --- | --------------------- | ----- | --- | ------ | ------ | ----- | ----- |
| 1   | MUKS ISKIERKA TARNÓW  | 10    | 27  | 29     | 7      | 879   | 658   |
| 2   | MUKS SOKÓŁ Tarnów     | 10    | 21  | 27     | 15     | 929   | 840   |
| 3   | KS Hutnik Kraków II   | 8     | 13  | 18     | 14     | 721   | 675   |
| 4   | UMKS KĘCZANIN Kęty II | 10    | 12  | 13     | 20     | 737   | 722   |
| 5   | MKS Proszowice        | 8     | 8   | 11     | 18     | 631   | 645   |
| 6   | APS ORLIK BOLESŁAW    | 8     | 0   | 0      | 24     | 243   | 600   |

     wycofanie się z rozgrywek po zakończonym sezonie

### Etap 2 (Grupa Wiosna)
| Lp. | Zespół               | Mecze | Pkt | Sety + | Sety - | pkt + | pkt - |
| --- | -------------------- | ----- | --- | ------ | ------ | ----- | ----- |
| 1   | MKS RYGLICE          | 11    | 26  | 30     | 12     | 997   | 870   |
| 2   | VOLLEY Team Gromnik  | 11    | 25  | 27     | 13     | 962   | 844   |
| 3   | MUKS ISKIERKA TARNÓW | 11    | 24  | 28     | 14     | 969   | 788   |
| 4   | GKPS Szymbark II     | 11    | 23  | 26     | 13     | 902   | 793   |
| 5   | AS Niepołomice II    | 11    | 17  | 19     | 19     | 806   | 847   |
| 6   | MKS Proszowice       | 12    | 10  | 17     | 28     | 937   | 1035  |
| 7   | LKS BOBOWA           | 12    | 10  | 13     | 30     | 910   | 1015  |
| 8   | Orzeł Ciężkowice     | 11    | 0   | 2      | 33     | 580   | 871   |

     awans do III ligi
     wycofanie się z rozgrywek po zakończonym sezonie

## Mazowiecko-Warszawski ZPS

### Runda zasadnicza

#### Grupa I
| Lp. | Zespół                         | Mecze | Pkt | Zw. | Sety + | Sety - | pkt + | pkt - |
| --- | ------------------------------ | ----- | --- | --- | ------ | ------ | ----- | ----- |
| 1   | KPS Płock                      | 12    | 34  | 11  | 35     | 5      | 978   | 793   |
| 2   | UKS Olimpijczyk 2008 Mszczonów | 12    | 29  | 10  | 30     | 11     | 977   | 833   |
| 3   | KS Siatkarz Ząbki              | 12    | 23  | 7   | 26     | 16     | 960   | 873   |
| 4   | KS Halinów                     | 12    | 17  | 7   | 23     | 25     | 1022  | 1039  |
| 5   | Olymp Błonie                   | 12    | 15  | 5   | 19     | 21     | 885   | 913   |
| 6   | Legia Warszawa II              | 12    | 7   | 2   | 9      | 31     | 790   | 942   |
| 7   | Beta Błonie                    | 12    | 1   | 0   | 3      | 36     | 730   | 949   |
| 8   | KS Huragan Wołomin             | 0     | 0   | 0   | 0      | 0      | 0     | 0     |

     wycofanie się z rozgrywek po zakończonym sezonie

#### Grupa II
| Lp. | Zespół                   | Mecze | Pkt | Zw. | Sety + | Sety - | pkt + | pkt - |
| --- | ------------------------ | ----- | --- | --- | ------ | ------ | ----- | ----- |
| 1   | UKS Orlęta Raszyn        | 16    | 40  | 14  | 43     | 13     | 1326  | 1071  |
| 2   | SPS Radmot Jedlińsk      | 16    | 40  | 13  | 44     | 17     | 1443  | 1260  |
| 3   | GKS Jastrzębia           | 16    | 31  | 10  | 37     | 24     | 1376  | 1256  |
| 4   | SPS Konstancin Jeziorna  | 16    | 27  | 9   | 33     | 27     | 1371  | 1286  |
| 5   | Bór Regut                | 16    | 26  | 10  | 33     | 30     | 1362  | 1363  |
| 6   | Promotor Gózd            | 16    | 18  | 7   | 26     | 35     | 1290  | 1421  |
| 7   | KS Grom Przytyk          | 16    | 17  | 4   | 24     | 39     | 1301  | 1431  |
| 8   | UKS Olimp Skaryszew      | 16    | 13  | 4   | 24     | 40     | 1386  | 1435  |
| 9   | KKS Kozienice II         | 16    | 4   | 1   | 7      | 46     | 963   | 1295  |
| 10  | GKS YABU Sadownik Błędów | 0     | 0   | 0   | 0      | 0      | 0     | 0     |

     wycofanie się z rozgrywek po zakończonym sezonie

### Runda play-off
| Lp. | Zespół                         | Mecze | Pkt | Zw. | Sety + | Sety - | pkt + | pkt - |
| --- | ------------------------------ | ----- | --- | --- | ------ | ------ | ----- | ----- |
| 1   | SPS Radmot Jedlińsk            | 4     | 11  | 4   | 12     | 3      | 357   | 279   |
| 2   | UKS Orlęta Raszyn              | 4     | 8   | 3   | 9      | 6      | 349   | 318   |
| 3   | UKS Olimpijczyk 2008 Mszczonów | 4     | 8   | 2   | 10     | 6      | 363   | 333   |
| 4   | KPS Płock                      | 4     | 6   | 2   | 6      | 7      | 300   | 294   |
| 5   | GKS Jastrzębia                 | 2     | 2   | 1   | 3      | 5      | 153   | 179   |
| 6   | KS Siatkarz Ząbki              | 2     | 1   | 0   | 3      | 6      | 154   | 207   |
| 7   | KS Halinów                     | 2     | 0   | 0   | 1      | 6      | 134   | 169   |
| 8   | SPS Konstancin Jeziorna        | 2     | 0   | 0   | 1      | 6      | 144   | 175   |

     awans do III ligi

## Podkarpacki ZPS
| Lp. | Zespół                             | Mecze | Pkt | Sety + | Sety - | pkt + | pkt - |
| --- | ---------------------------------- | ----- | --- | ------ | ------ | ----- | ----- |
| 1   | SST Lubcza Racławówka II           | 12    | 32  | 34     | 12     | 1086  | 943   |
| 2   | AKS V LO Rzeszów III               | 12    | 26  | 33     | 19     | 1173  | 1075  |
| 3   | SPS Pruchnik                       | 12    | 19  | 25     | 23     | 1070  | 1078  |
| 4   | KPS Siarka Tarnobrzeg              | 12    | 18  | 26     | 25     | 1121  | 1087  |
| 5   | AlterEco Bystrzaki Gmina Iwierzyce | 12    | 12  | 16     | 28     | 933   | 968   |
| 6   | KU AZS UR                          | 12    | 11  | 19     | 29     | 998   | 1094  |
| 7   | TKF Anilana Rakszawa II            | 12    | 8   | 14     | 31     | 916   | 1052  |

     awans do III ligi
     wycofanie się z rozgrywek po zakończonym sezonie

## Świętokrzyski ZPS

### Etap 1

#### Grupa 1
| Lp. | Zespół                       | Mecze | Pkt | Zw. | Sety + | Sety - | pkt + | pkt - |
| --- | ---------------------------- | ----- | --- | --- | ------ | ------ | ----- | ----- |
| 1   | Cerrad Orlicz Suchedniów     | 8     | 20  | 8   | 24     | 8      | 729   | 555   |
| 2   | MSS Masłów                   | 8     | 16  | 5   | 18     | 11     | 661   | 603   |
| 3   | Aluron CMC Wybicki Kielce II | 8     | 16  | 5   | 20     | 13     | 721   | 703   |
| 4   | GKS Nowiny                   | 8     | 8   | 2   | 12     | 18     | 644   | 665   |
| 5   | Volley Pawłów                | 8     | 0   | 0   | 0      | 24     | 371   | 600   |

#### Grupa 2
| Lp. | Zespół                    | Mecze | Pkt | Zw. | Sety + | Sety - | pkt + | pkt - |
| --- | ------------------------- | ----- | --- | --- | ------ | ------ | ----- | ----- |
| 1   | Fair Play Końskie         | 8     | 21  | 7   | 22     | 5      | 663   | 543   |
| 2   | LKS Sparta Zagnańsk       | 8     | 20  | 7   | 21     | 8      | 685   | 585   |
| 3   | MD Inwest GKS Góral Górno | 8     | 11  | 3   | 16     | 16     | 748   | 704   |
| 4   | MultiTeam Tompawex Bilcza | 8     | 7   | 3   | 10     | 19     | 633   | 668   |
| 5   | Forum Skarżysko Kamienna  | 8     | 1   | 0   | 3      | 24     | 447   | 676   |

### Runda play-off

#### O miejsce 7
| Lp. | Zespół                    | Mecze | Pkt | Zw. | Sety + | Sety - | pkt + | pkt - |
| --- | ------------------------- | ----- | --- | --- | ------ | ------ | ----- | ----- |
| 1   | GKS Nowiny                | 2     | 4   | 2   | 6      | 0      | 150   | 122   |
| 2   | MultiTeam Tompawex Bilcza | 2     | 2   | 0   | 0      | 6      | 122   | 150   |

#### O miejsce 5
| Lp. | Zespół                       | Mecze | Pkt | Zw. | Sety + | Sety - | pkt + | pkt - |
| --- | ---------------------------- | ----- | --- | --- | ------ | ------ | ----- | ----- |
| 1   | Aluron CMC Wybicki Kielce II | 2     | 3   | 1   | 5      | 3      | 176   | 165   |
| 2   | MD Inwest GKS Góral Górno    | 2     | 3   | 1   | 3      | 5      | 165   | 176   |

#### O miejsca 1-4
| Lp. | Zespół                   | Mecze | Pkt | Zw. | Sety + | Sety - | pkt + | pkt - |
| --- | ------------------------ | ----- | --- | --- | ------ | ------ | ----- | ----- |
| 1   | Cerrad Orlicz Suchedniów | 2     | 4   | 2   | 6      | 2      | 194   | 168   |
| 2   | LKS Sparta Zagnańsk      | 2     | 2   | 0   | 2      | 6      | 168   | 194   |

| Lp. | Zespół            | Mecze | Pkt | Zw. | Sety + | Sety - | pkt + | pkt - |
| --- | ----------------- | ----- | --- | --- | ------ | ------ | ----- | ----- |
| 1   | MSS Masłów        | 3     | 5   | 2   | 8      | 5      | 293   | 291   |
| 2   | Fair Play Końskie | 3     | 4   | 1   | 5      | 8      | 291   | 293   |

#### O miejsce 3
| Lp. | Zespół              | Mecze | Pkt | Zw. | Sety + | Sety - | pkt + | pkt - |
| --- | ------------------- | ----- | --- | --- | ------ | ------ | ----- | ----- |
| 1   | Fair Play Końskie   | 2     | 4   | 2   | 6      | 2      | 195   | 169   |
| 2   | LKS Sparta Zagnańsk | 2     | 2   | 0   | 2      | 6      | 169   | 195   |

#### O miejsce 1
| Lp. | Zespół                   | Mecze | Pkt | Zw. | Sety + | Sety - | pkt + | pkt - |
| --- | ------------------------ | ----- | --- | --- | ------ | ------ | ----- | ----- |
| 1   | Cerrad Orlicz Suchedniów | 3     | 5   | 2   | 8      | 5      | 289   | 251   |
| 2   | MSS Masłów               | 3     | 4   | 1   | 5      | 8      | 251   | 289   |

### Klasyfikacja po rundzie play-off
| Lp. | Zespół                       |
| --- | ---------------------------- |
| 1   | Cerrad Orlicz Suchedniów     |
| 2   | MSS Masłów                   |
| 3   | Fair Play Końskie            |
| 4   | LKS Sparta Zagnańsk          |
| 5   | Aluron CMC Wybicki Kielce II |
| 6   | MD Inwest GKS Góral Górno    |
| 7   | GKS Nowiny                   |
| 8   | MultiTeam Tompawex Bilcza    |
| 9   | Forum Skarżysko Kamienna     |
| 10  | Volley Pawłów                |

     awans do III ligi
     wycofanie się z rozgrywek po zakończonym sezonie
źródło: oficjalne strony Wojewódzkich Związków Piłki Siatkowej